# میرزا محمد شجاعت
 میرزامحمد شجاعت   از سیاستمداران ایرانی بود، که در دوره دوم  بعنوان نماینده تبریز در مجلس شورای ملی حضور داشت.